# Lukas Spalvis
Lukas Spalvis (født 27. juli 1994) er en litauisk fodboldspiller, der spiller for Kaiserslautern, hvortil han er udlejet fra Sporting CP. 

## Karriere

### AaB
Han kom til AaB som ungdomsspiller i 2012 og blev forfremmet til førsteholdstruppen i sommeren 2013. Oprykningen til førsteholdstruppen skete sammen med Jakob Blåbjerg, Christian Rye og Andreas Bruhn Christensen. Han fik sin første kamp for AaB, da han var i startopstillingen i DBU Pokalen mod Silkeborg IF den 29. august 2013. Hans første optræden i den danske Superliga kom den 6. oktober 2013, da han blev indskiftet i det 74. minut mod Viborg FF. Han scorede sit første og andet superligamål i en kamp mod Sønderjyske den 23. marts 2014, og scorede i sin efterfølgende kamp to mål i den danske pokalturnering mod AC Horsens den 27. marts 2014. Under hans tid i AaB, har Spalvis fået tilnavnet "Zweimal" som betyder "to gange" på tysk. Han fik dette kælenavn, fordi hvis han scorede et mål i en kamp, så scorede han også et mere. Denne stime holdt i fem kampe, indtil han ”kun” scorede ét mål mod Odense BK den 24. august 2015.

### Sporting Lissabon
Den 8. februar 2016 blev til offentliggjort at Spalvis ville skifte til Sporting CP fra sommeren 2016. Han blev i AaB i foråret 2016, og spillede sæsonen færdig. Kort efter sit skifte blev han ramt af en alvorlig knæskade, og var skadet i mere end 5 måneder.
Den 10. januar 2017 blev han udlejet til Belenenses for resten af sæsonen. Lejeaftalen blev annulleret den 26. januar 2017, da Sporting ikke mente, at han var i den forventede fysiske forfatning.
Den 2. februar 2017 blev han udlejet til Rosenborg BK for resten af 2017, men da han ikke bestod lægetjekket blev skiftet aldrig gennemført.
Spalvis blev den 8. juli 2017 udlejet til 2. Bundesliga-klubben 1. FC Kaiserslautern for 2017-18-sæsonen.

## International karriere
Han har spillet flere ungdomslandskampe (herunder tre kampe for Litauen U-19 og otte kampe for Litauen U-21). Den 5. marts 2014 debuterede han for det litausike landshold i en venskabskamp mod Kasakhstan.

## Karrierestatistik

### Klub
Statistik korrekt pr. 11. januar 2017.
| Klub          | Sæson         | Superliga     | Superliga | Superliga | DBU Pokalen | DBU Pokalen | CHL Kvalifikation | CHL Kvalifikation | Total | Total |
| Klub          | Sæson         | Division      | Kampe     | Mål       | Kampe       | Mål         | Kampe             | Mål               | Kampe | Mål   |
| ------------- | ------------- | ------------- | --------- | --------- | ----------- | ----------- | ----------------- | ----------------- | ----- | ----- |
| AaB           |               |               |           |           |             |             |                   |                   |       |       |
| 2013–14       | Superliga     | 17            | 8         | 7         | 3           | 0           | 0                 | 24                | 11    |       |
| 2014–15       | Superliga     | 6             | 0         | 0         | 0           | 2           | 0                 | 8                 | 0     |       |
| 2015–16       | Superliga     | 18            | 15        | 1         | 1           | 0           | 0                 | 19                | 16    |       |
| Karrieretotal | Karrieretotal | Karrieretotal | 40        | 22        | 8           | 4           | 2                 | 0                 | 50    | 26    |

## Titler
- Personlige titler
  - Årets spiller i Litauen 2015[17]
  - Efterårets profil i Superligaen 2015-16[18]
  - Topscorer i Superligaen: 2015-16 (18 mål)[19]
  - Månedens spiller (2): April 2014 og oktober 2015[20]

- AaB
  - Superligaen: 2013/14
  - DBU Pokalen: 2014